# Bevinahalli, Arsikere
Bevinahalli là một làng thuộc tehsil Arsikere, huyện Hassan, bang Karnataka, Ấn Độ.